# Le Pacte du mal
Pour plus de détails, voir Fiche technique et Distribution.
Le Pacte du mal (El mal ajeno) est un film espagnol réalisé par Oskar Santos, sorti en 2010.

## Synopsis
Diego, un bel infirmier devenu insensible aux patients de son unité antidouleur, voit un jour arriver aux urgences une de ses patientes qui a tenté de se suicider. Le compagnon de celle-ci, bouleversé, le retrouve sur le parking et lui demande d'aller la voir chaque jour, avant de se suicider après avoir tiré sur lui.
Diego est retrouvé couvert de sang mais sauf. Il découvre que l'état des patients qu'il touche s'améliore. Il rencontre la femme du compagnon de la femme enceinte, qui ignorait sa double vie. Pendant ce temps, Ainhoa, la fille de Diego, se rend à l'hôpital pour une blennoragie. De plus, son propre père lui demande de pratiquer sur lui un toucher rectal pour vérifier qu'il n'a pas de cancer de la prostate. Déboussolé, Diego décide de quitter sa femme. 

## Fiche technique
- Titre : Le Pacte du mal
- Titre original : El mal ajeno
- Réalisation : Oskar Santos
- Scénario : Daniel Sánchez Arévalo
- Musique : Fernando Velázquez
- Photographie : Josu Inchaustegui
- Montage : Carlos Agulló
- Production : Alejandro Amenábar, Álvaro Augustin et Fernando Bovaira
- Société de production : Mod Producciones, Himenóptero, Telecinco Cinema et Canal+ España
- Société de distribution : CTV International (France)
- Pays :  Espagne
- Genre : Drame, science-fiction et thriller
- Durée : 107 minutes
- Dates de sortie : 
  -  Espagne : 18 mars 2010
  -  France : 17 novembre 2010

## Distribution
- Eduardo Noriega : Diego
- Belén Rueda : Isabel
- Angie Cepeda : Sara
- Marcel Borràs : Juanjo
- Carlos Leal : Armand
- Clara Lago : Ainhoa
- Luis Callejo : Carlos
- Dritan Biba : Tarik
- Javier Coll : Lucas
- Cristina Plazas : Pilar
- Raúl Fernández
- José Ángel Egido : Vicente